# 핫토리 다이키
핫토리 다이키(일본어: 服部 大樹, 1987년 10월 17일 ~ )는 일본의 전 축구 선수이다.

## 구단 경력
과거 YSCC 요코하마에서 활동하였다.